# 長崎県立鳴滝高等学校
長崎県立鳴滝高等学校（ながさきけんりつなるたきこうとうがっこう, Nagasaki Prefectural Narutaki High School）は、長崎県長崎市鳴滝一丁目にある県立高等学校である。定時制夜間部・定時制昼間部・通信制の3つの課程を併設した高等学校である。

## 概要
特徴
定時制課程（昼間部・夜間部）・通信制課程を有する単位制高等学校である。この種類の高等学校は、長崎県内に県南（長崎市）の長崎県立鳴滝高等学校と県北（佐世保市）の長崎県立佐世保中央高等学校の計2校だけである。
設置課程・学科
- 定時制課程 2学科
  - 普通科（昼間・夜間）
  - 商業科（夜間のみ）

- 通信制課程 1学科
  - 普通科

修業年限
通常4年であるが、定時制課程に在籍し、通信制課程の勉強も同時に行いながら単位をそろえる「定通併修制度」により3年間で卒業することもできる。この制度で鳴滝高等学校と連携して、3年間での卒業を可能にしている県立高等学校（定時制課程 普通科）には以下の学校がある。
- 長崎県立大村高等学校
- 長崎県立島原高等学校
- 長崎県立諫早高等学校
- 長崎県立五島高等学校

通信制課程 スクーリング協力校
遠隔・離島地域の生徒を対象に、協力校でスクーリングを受けることができる。
- 長崎県立島原高等学校
- 長崎県立五島高等学校
- 長崎県立壱岐高等学校
- 長崎県立対馬高等学校

校訓
「共に生きる 強くひたむきに」
校章
長崎県立鳴滝高等学校（Nagasaki Narutaki High School）の頭文字3文字を並べたものになっている。
校歌
作詞は平田徳男、作曲は長沼桂三による。歌詞は3番まである。

## 沿革

### 校地の歴史
- 1913年（大正2年）7月18日 - 「長崎県立長崎中学校」（旧制中学校）の新校舎が完成。
- 1947年（昭和22年）4月1日 - 学制改革（六・三制）により、長崎県立長崎中学校に新制中学校「鳴滝中学校」が併設される。
- 1948年（昭和23年）
  - 4月1日  - 学制改革（六・三・三制）により、長崎県立長崎中学校が廃止され、新制高等学校「長崎県立長崎高等学校」（男子校）が発足。通信教育部を設置。
  - 11月 - 長崎市内の公立高等学校4校の統合により、「長崎県立長崎西高等学校」の校舎となる。併設の鳴滝中学校は統合により廃止される。
- 1950年（昭和25年）
  - 4月1日 - 長崎県立女子短期大学が開学。
  - 7月25日 - 長崎西高等学校が竹の久保町（旧制長崎県立瓊浦中学校跡）に木造校舎を新築し、移転。

### 旧・長崎高等学校 定時制課程
- 長崎市立長崎高等学校#沿革を参照。

### 旧・長崎西高等学校 通信制課程
- 1948年（昭和23年）
  - 4月1日 - 「長崎県立長崎高等学校 通信教育部」が設置される。
  - 11月 - 統合により「長崎県立長崎西高等学校 通信教育部」となる。
- 1961年（昭和36年）10月1日 - 「長崎県立長崎西高等学校 通信制課程」に改称。
- 2000年（平成12年）4月1日 - 通信制課程が新設の長崎県立鳴滝高等学校に移管される。

### 統合・鳴滝高等学校
- 1998年（平成10年）12月3日 - 長崎県議会で、長崎県立女子短期大学跡地を県南地区の単位制高校として活用する方針が発表。
- 1999年（平成11年）
  - 2月17日 - 長崎県教育委員会において県南地区単位制高等学校（仮称）の長崎市設置を決定。
  - 3月1日
    - 県議会において、長崎県立長崎西高等学校通信制課程・長崎市立長崎高等学校定時制課程（夜間部）を移管・統合し、定時制昼間部・定時制夜間部・通信制を有する単位制高等学校を平成12年4月に開校することを発表。

  - 8月17日 - 校名を「長崎県立鳴滝高等学校」と決定。
- 2000年（平成12年）
  - 2月17日 - 長崎県教育委員会において、学校経営大綱を決定。
  - 4月1日 - 長崎県立鳴滝高等学校（現校名）が開校。
- 2010年（平成22年）- 創立10周年記念式典を挙行。

- 2019年（令和元年）7月24日 - 「長崎県立図書館郷土資料センター（仮称）」建設中（2022年（令和4年）春まで）の措置として長崎県立長崎図書館郷土課が当高校内の「なるたき図書館」に移転し、県所蔵の郷土資料の閲覧や貸出、レファレンス等のサービスを実施[1]。

## 学校行事

### 定時制課程 昼間部
3学期制
1学期
- 4月 - 始業式、入学式、対面式、歓迎遠足
- 5月 - PTA総会、中間考査
- 6月 - 生徒総会、県高校総体（弓道部が出場）、定通体育大会
- 7月 - 期末考査、球技大会、終業式、保護者面談、夏期補習（〜8月）
- 8月 - 平和集会（9日 長崎原爆の日）、夏期補習

2学期
- 9月 - 始業式
- 10月 - 体育祭、公開授業、中間考査
- 11月 - 開校記念日（2日）、文化祭
- 12月 - 期末考査、公開授業、終業式、冬期補習

3学期
- 1月 - 高3冬期補習、始業式、高3学年末考査、高2修学旅行
- 2月 - 高1・2年学年末考査
- 3月 - 卒業式、球技大会、終業式

### 定時制課程 夜間部
3学期制
1学期
- 4月 - 始業式、入学式、歓迎遠足
- 5月 - 校外清掃活動、PTA総会、中間考査
- 6月 - 県高総体、県定通大会
- 7月 - 期末考査、校内生活体験発表会、校内競技大会、終業式
- 8月 - 平和と人間を考える夕べ（9日 長崎原爆の日）

2学期
- 9月 - 始業式、県生活体験発表会
- 10月 - 中間考査、文化祭
- 11月 - 開校記念日（2日）
- 12月 - 高3修学旅行、期末考査、終業式

3学期
- 1月 - 始業式、3・4年期末考査
- 2月 - 1・2年期末考査、卒業生を送る会
- 3月 - 卒業式、終業式

### 通信制課程
2学期制
試験は前期・後期それぞれ1回ずつ行われる。
前期
- 4月 - 入学式
- 5月 - バスハイク
- 6月 - 定通体育大会
- 7月 - 生活体験発表大会
- 9月 - 生活体験発表県大会
- 10月 - 協力校スクーリング、運動会、前期卒業式

後期
- 11月 - 秋のレクレーション
- 1月 - 冬のレクレーション
- 2月 - 生徒総会、鳴通祭
- 3月 - 卒業式

## 部活動

### 定時制課程 昼間部
運動部
- バスケットボール部
- バドミントン部
- 卓球部
- 弓道部
- バレーボール部
- 軟式野球部

文化部
- 演劇部
- 放送部
- 英語部
- パソコン同好会
- 音楽同好会
- 書道同好会
- ボランティア同好会
- かるた同好会

### 定時制課程 夜間部
運動部
- バレーボール部
- バスケットボール部
- サッカー部
- バドミントン部
- 卓球部
- 弓道部

文化部
- 和太鼓部
- パソコン部
- 囲碁・将棋部
- 写真・自然科学部
- 文化活動同好会
- 軽音部

### 通信制課程
運動部
- バスケットボール部
- バレーボール部
- 軟式野球部
- 卓球部
- バドミントン部
- フットサル同好会
- 柔道同好会

文化部
- 美術部
- 写真部
- 英語部
- 文芸部
- パソコン部
- ボランティア部
- 放送同好会
- 園芸部
- 郷土史研究部
- 手芸部

## アクセス
最寄りの鉄道駅
- JR九州 長崎本線 「長崎駅」
- 長崎電気軌道 3・4・5番系統「新中川町電停」より徒歩約5分

最寄りのバス停
- 県営バス・長崎バス「中川町」バス停より徒歩約5分

最寄りの道路
- 国道34号
- 学校周辺は住宅街になっており、狭い道が多く、一方通行の道路もあって、駐車は難しい。

## 周辺
- 長崎市立伊良林小学校
- 長崎市立桜馬場中学校
- シーボルト記念館